# Joabe
Joabe ou Joab, filho de Zeruia, irmã de Davi (1 Cr 2.15-16), e irmão de Abisai e Asael (2 Sm 2.18) foi um comandante do exército do rei Davi. A única informação conhecida sobre seu pai é que o seu túmulo estava em Belém (2 Sm 2.32).
Ele foi um dos valentes de Davi, e entre seus feitos está a conquista de Jebus (Jerusalém) (, assassinato de Abner, general de Saul (1 Rs 3:27) e do príncipe Absalão, também foi o responsável pelas mortes do valente Amasa e indiretamente pela morte de Urias  
Joabe foi morto por Benaia em Gibeão após apoiar a conspiração de Adonias